# Eva Maria Pracht
Eva Maria Pracht, född 29 juni 1937 i Würzburg i Tyskland, död 15 februari 2021, var en tysk-kanadensisk ryttare.
Hon tog OS-brons i lagtävlingen i dressyr i samband med de olympiska ridsporttävlingarna 1988 i Seoul.